# International Falls
International Falls è una città degli Stati Uniti d'America, situata in Minnesota, nella Contea di Koochiching, della quale è anche il capoluogo.